# Jocelerme Privert
Jocelerme Privert (ur. 1 lutego 1953 w Petit-Trou-de-Nippes) – haitański księgowy i polityk, senator, w latach 2016–2017 pełniący obowiązki prezydenta Haiti.

## Życiorys
Urodził się 1 lutego 1953 roku w Petit-Trou-de-Nippes. Był członkiem partii Inite. Pracował jako księgowy. W 2010 został wybrany senatorem z departamentu Nippes.
14 lutego 2016 został wybrany przez obie izby parlamentu do objęcia tymczasowo urzędu prezydenta Haiti po tym, jak tego dnia wygasł mandat prezydenta Michela Martelly’ego, a w kraju nie został wybrany jego następca z powodu anulowania wyników wyborów prezydenckich z października 2015. Wcześniej, od 7 do 14 lutego 2016 obowiązki szefa państwa pełnił premier Evans Paul. Celem tymczasowej administracji miało być przeprowadzenie nowych wyborów prezydenckich. Odbyły się one ostatecznie 20 listopada 2016 i zwyciężył w nich Jovenel Moïse, który objął urząd 7 lutego 2017.